# Hawaiiöarna

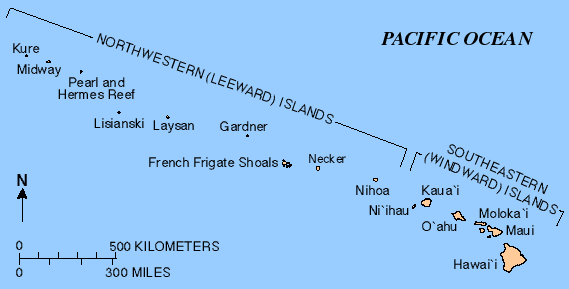
Karta över Hawaiiöarna.

Hawaiiöarna är en ögrupp med nitton öar och atoller, flera mindre holmar, och flera underhavsberg. Ögruppen sträcker sig från nordväst till sydöst i norra Stilla havet mellan latituderna 19° N och 29° N. Ögruppen har fått sitt namn från dess största ö och det är 2 400 kilometer mellan Hawaii och den nordligaste Kureatollen. Öarna bildar tillsammans, förutom Midwayöarna, den amerikanska delstaten Hawaii. Hawaiiöarna ligger i den oceaniska regionen. 

## Öarna
Gruppen består av totalt 137 öar och atoller, med en total landyta på 16 636 km². Förutom Midwayöarna, som tillhör Förenta staternas mindre öar i Oceanien och Västindien, administreras dessa öar av staten Hawaii.

### Huvudöar
Hawaiis åtta huvudöar listas här från öst till väst. Alla utom Kahoolawe är befolkade
- Hawaii
- Maui
- Kahoolawe
- Lānai
- Molokai
- Oahu
- Kauai
- Niihau

### Mindre öar, atoller och rev
De mindre öarna, atollerna och reven kallas även Nordvästra Hawaiiöarna.
- Nihoa (Mokumana)
- Necker (Mokumanamana)
- French Frigate Shoals (Mokupāpapa)
- Gardner Pinnacles (Pūhāhonu)
- Marorevet (Nalukākala)
- Laysan (Kauō)
- Lisianskiön (Papaāpoho)
- Pearl och Hermes-atollen (Holoikauaua)
- Midwayöarna (Pihemanu)
- Kure-atollen (Kānemilohai)

### Holmar
Vissa källor hävdar att det finns 137 "öar" i Hawaiigruppen. Denna siffra inkluderar alla mindre öar och holmar som ligger nära de huvudöar som listas ovan, tillsammans med individuella öar i varje atoll. Följande holmar inkluderas inte i ovanstående.
- Fordön (Mokuumeume)
- Lehua
- Kaʻula
- Kaohikaipu
- Mānana
- Mōkōlea Rock
- Nā Mokulua
- Molokini
- Mokolii
- Moku Manu